# Fauskevåg
Fauskevåg est une localité du comté de Troms, en Norvège.

## Géographie
Administrativement, Fauskevåg fait partie de la kommune de Harstad.